# .invalid
.invalid est un domaine de premier niveau réservé. Un domaine de premier niveau réservé est un domaine de premier niveau qui n’est pas destiné à être utilisé dans le système de nom de domaine (Domain Name System) d’Internet, mais qui est réservé à un autre usage.
Le domaine .invalid est réservé pour des utilisations manifestement non valides.

## Historique
Ce domaine a été défini en juin 1999 par le RFC 2606, en même temps que les domaines .test, .localhost et .example.

## Utilisation
Ce domaine est utilisé lorsqu’il est nécessaire d’afficher une adresse invalide qui est reconnue comme telle au premier coup d’œil. 
Par exemple, ce domaine peut être utilisé à la fin d’une adresse électronique intentionnellement incorrecte dans un message sur un forum de discussion (newsgroup) lorsque l’auteur du message veut inclure une adresse tout en montrant que l’adresse est invalide pour éviter les pourriels.

## Gestion
Aucune inscription n’est possible dans ce domaine, car le domaine n'est pas inclus dans les serveurs racines du DNS.